# Polizeiordnung

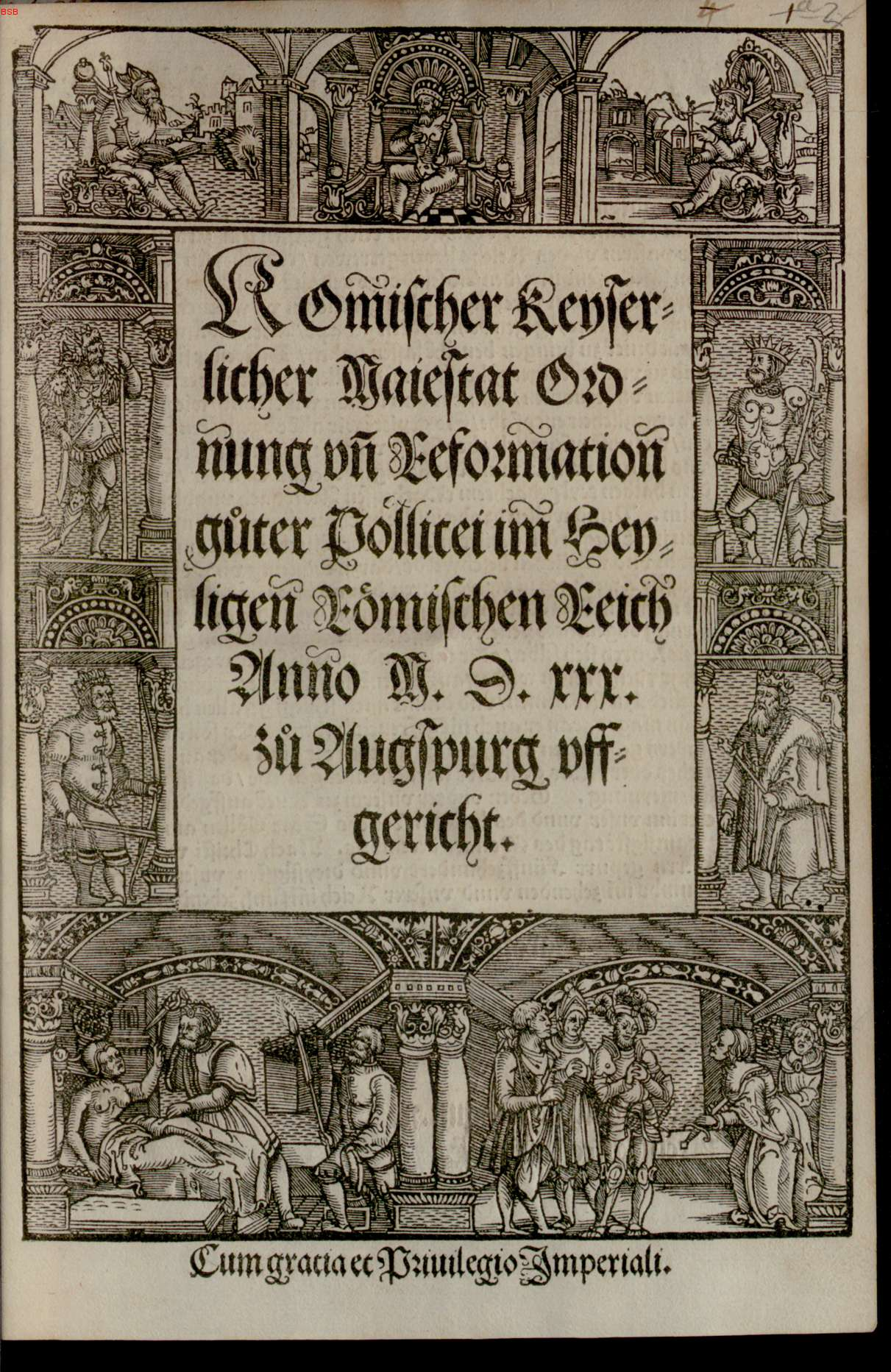
Polizeiordnung von Karl V. 1530 (Titel)

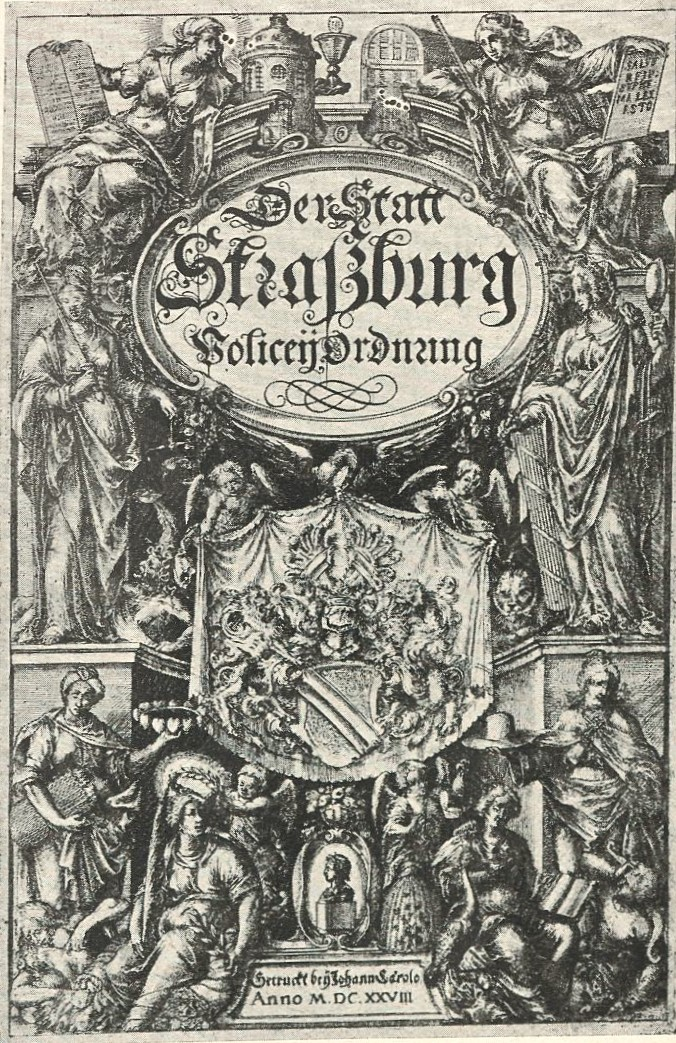
Polizeiordnung der Stadt Straßburg 1628 (Titel)

Als Polizeiordnung oder Gute Policey (zeitg. auch Policeyordnung) werden landesfürstliche Gesetze der Frühen Neuzeit bezeichnet, die (nach heutigem rechtsdogmatischem Verständnis) verwaltungsrechtliche, regulierungsprivatrechtliche, vereinzelt aber auch strafrechtliche Bestimmungen kodifizierten.

## Begrifflichkeit und Begriffsgeschichte
Es handelt sich bei Polizeiordnungen nicht um Polizeiverordnungen, sondern um übergreifende Gesetzeswerke mit sehr unterschiedlichen Inhalten. „Polizei“ bedeutete in jener Zeit nicht Polizisten oder eine Behörde, sondern „gute Ordnung und Verwaltung“ des öffentlichen Lebens. Deren Ziele, Inhalte und Mittel wurden in der jeweiligen regionalen Polizeiordnung konkretisiert.
Zeitgenössisch wurde der Begriff häufig als Policey geschrieben. Die Forschung hat diese Schreibweise übernommen, um ihn vom modernen inhaltlich verengten Begriff der Polizei abzugrenzen.
Der Begriff policey hat seinen Ursprung im Griechischen (Πολιτεία) und im Lateinischen (politia). Anknüpfend an die aristotelische Tugendlehre, welche ab dem 13. Jahrhundert in Europa u. a. durch Thomas von Aquin rezipiert wurde. Zunächst bestand begrifflich kein Unterschied zwischen politia und Policey.
Inhaltlich umfassten die Landes- und Polizeiordnungen heterogene Materien, die aus ähnlichen Gründen einer Regelung unterworfen waren: die Kleiderordnung, Luxus, Gotteslästerung, Spiel, unsittliche Tänze, übertriebener Aufwand bei
Hochzeiten und anderen freudigen oder traurigen Familienereignissen, die Verfälschung der Lebensmittel, den Wucher. Mit diesen Regelungen griffen die entstehenden Obrigkeiten des 16. Jahrhunderts tief in den Bereich des Lebens
ein, der nach modernen Vorstellungen das Privatleben darstellt.
Die auf dem Reichstag 1530 verabschiedete Reichspolizeiordnung sollte die alltägliche Ordnung des Gemeinwesens sichern. Der Begriff Polizei oder Policey wurde im 16. Jahrhundert anders als heute gebraucht: Der Begriff der Guten Policei wurde seit dem 16. Jahrhundert als gleichbedeutend mit „guter Ordnung“ und deren Vollstreckung im Rahmen eines christlichen Gemeinwesens verstanden. Überwogen zunächst als Zielvorstellungen der Guten Policey die Erhaltung der Ständeordnung und christlicher Wertvorstellungen, so erfuhr der Begriff im Gefolge der Aufklärung eine auf wirtschaftliche Verbesserungen ausgerichtete Bedeutungsänderung. Er stand für die Herstellung und Wahrung der allgemeinen Ordnung – und umfasste demnach etliche Reglementierungen, die direkt in den Alltag eingriffen, von der Kleiderordnung über die Bestimmungen zu einzelnen Feierlichkeiten bis hin zu den notwendig einzuleitenden Maßnahmen bei einem Begräbnis. 1548 und 1577 wurde die Reichspolizeiordnung aus dem Jahre 1530 überarbeitet und erweitert.
Von der Forschung wird die Entstehung der Guten Policey mit krisenhaften Veränderungen zum Ende des Spätmittelalters und dem Beginn der Neuzeit erklärt. Hierbei werden die Aufstände des Gemeinen Mannes (Höhepunkt: Deutscher Bauernkrieg, 1525) und die Reformation als ausschlaggebende Punkte genannt. Die Gute Policey entstand als Reaktion auf diese Krisen und kann als Bewältigungsversuch verstanden werden.
Wichtige Policeytheoretiker des 16. Jahrhunderts waren Claude de Seyssel, Johannes Oldendorp und Melchior von Osse. Während letztere vor allem die Aufrechterhaltung der Ständeordnung zum Ziel hatten, war die Policey für Seyssel eine der drei Gewalten, die das Königtum beschränken (neben Recht und Religion).
Im 17. Jahrhundert richtete sich die Gute Policey theoretisch stärker auf den absolutistisch geprägten Charakter der Fürstenherrschaft aus. So plädierte Georg Obrecht für statistische Erhebungen wie Bevölkerungszahlen und Einkommen, womit er den Einzelnen erstmals außerhalb der Ständeordnung betrachtete. Veit Ludwig von Seckendorff forderte ebenfalls Informationen über die Beschaffenheit des agrarisch genutzten Landes zu erheben.
Jean Domat leitete die Gute Policey aus dem Gebot der christlichen Nächstenliebe ab, welche als Bedingung zu ihrer Verwirklichung die Policey benötige.
Im 18. Jahrhundert wurde die Gute Policey in Deutschland ab 1727 zum an Universitäten gelehrten Fach, während sie in Frankreich rein als Verwaltungspraxis Bestand hatte.
Johann Heinrich Gottlob von Justi unterschied erstmals zwischen dem Glück der Bürger und dem Wohlergehen des Staates, setzte also nicht mehr die gute Ordnung absolut.

## Entstehung
Beginnend mit dem Reichsabschied von 1495 und fortgesetzt mit den Reichspoliceyordnungen von 1530, 1548, 1577, setzte der Kaiser in Verhandlung mit den Reichsständen Gewohnheitsrecht durch kodifiziertes Recht und institutionalisierten so die Gute Policey.
Mit der Konsolidierung der Territorialstaaten seit Ende des 16. Jahrhunderts löste sich das Staatsinteresse vom Privatinteresse des Landesherren. Die Reichspolizeiordnungen (Worms 1495, Augsburg 1539) sind neben der Carolina die bedeutendsten Justizgesetze des alternden Reiches.
Auf dem Reichstage zu Augsburg 1547/1548 wurde die Polizeiordnung „Der Römisch-Kayserlichen Majestät Ordnung und Reformation guter Policey, zu Beförderung des gemeinen Nutzens“ als Rechtsrahmen, woran sich die Polizeiordnungen der Einzelterritorien des Reiches auszurichten hatten, verabschiedet.

## Gegenstand und Zweck
Die Polizeiordnungen haben zum Gegenstand die gute öffentliche Ordnung (Kleidung, Hochzeiten, Spielleute, Bettler, Wucher) und enthielten auch Regelungen zum Wirtschafts- und Arbeitsrecht (Handel, Maße, Gewichte und Preise). Zum Teil enthielten die Polizeiordnungen auch Feuerwehr-, Gerichts- und Prozessordnungen. Es wurde zwischen Reichspolizei- und Stadtpolizeiordnungen unterschieden, wobei die Reichspolizeiordnungen vom Landesherren erlassen wurden, die Stadtpolizeiordnungen vom Stadtherrn. Ebenso erließen die Territorialfürsten entsprechende Ordnungen. Ein Beispiel ist die Policeyordnung für das Herzogtum Westfalen von 1723.
Der Zweck der Polizeiordnungen war stets die öffentliche Ordnung des sozialen Lebens und der Wirtschaft. Sie waren in erster Linie Führungsinstrumente und Ausdruck der Konsolidierung der Staatsmacht und trugen somit zur Formung des Staatswesens bei. Selbst noch in der Phase des aufgeklärten Absolutismus erschienen sie als Gesetzesbefehl des Fürsten, der seinen Untertanen den Geist des Gehorsams empfahl.